# Changzhou
Changzhou (ook bekend als Changchow) is een stad in de gelijknamige  prefectuur in het zuiden van de oostelijke provincie Jiangsu, Volksrepubliek China, aan de zuidelijke rechteroever van de Yangtze rivier. 
Bij de volkstelling van 2020 had de stad 3,2 miljoen inwoners. De prefectuur had 5,3 miljoen inwoners. De stad ligt in de Yangtze Delta Zone en is onderdeel van de stedenrij Shanghai-Suzhou-Wuxi-Changzhou, met 41,6 miljoen Inwoners de 2e agglomeratie van de wereld.

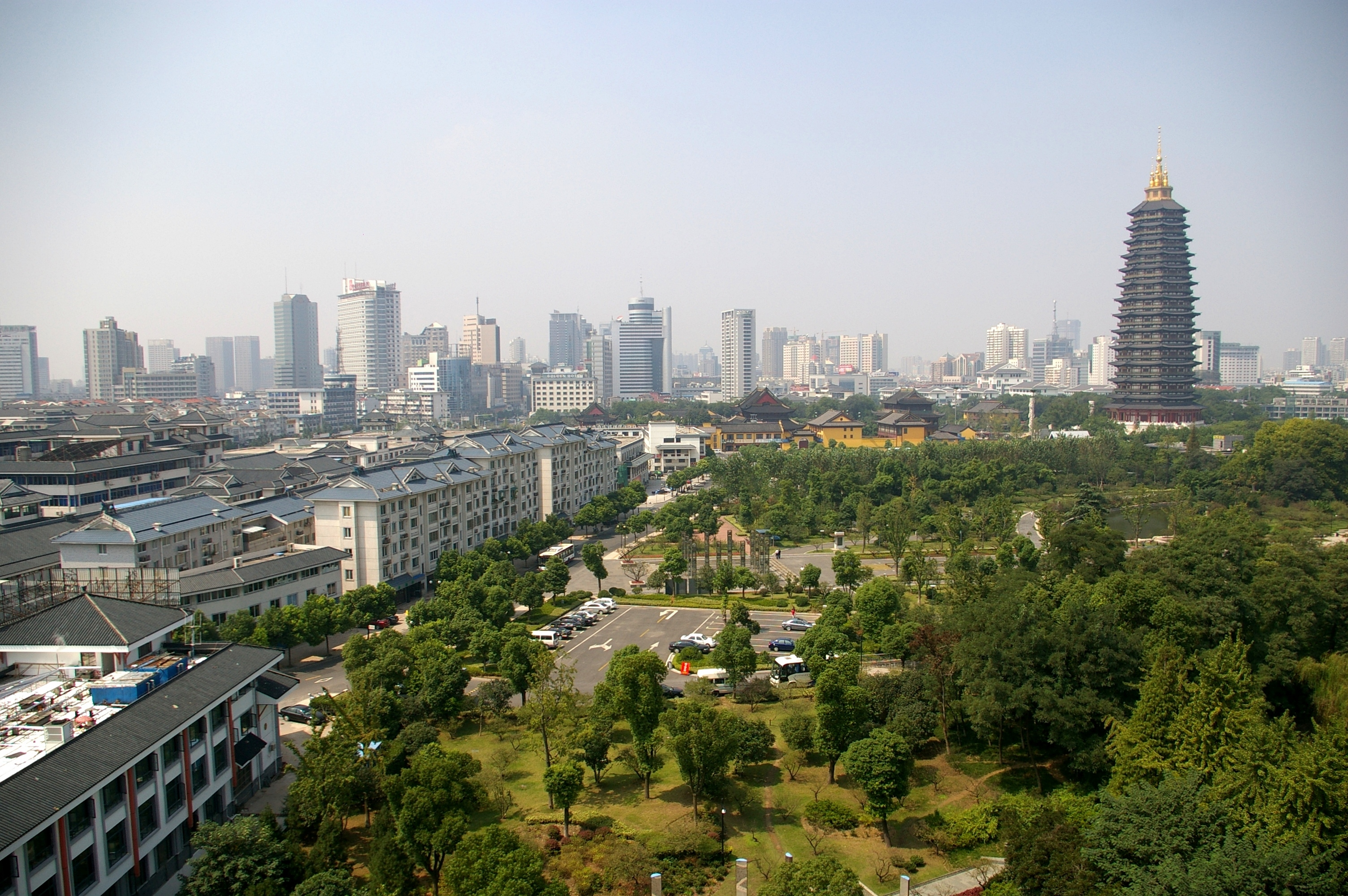
Changzhou

In het centrum van Changzhou staat de 153,8 meter hoge Tianningpagode, de hoogste pagode van de wereld. In 2012 is een Nederlands café (Café Zeeland) in Changzhou opgezet.
Bij de stad, tegen het Grote Kanaal, bevindt zich de grote staalfabriek van Zenith Steel.

## Transport
Het metrosysteem van de stad, de Metro van Changzhou, begon de exploitatie op 21 september 2019 met de opening van lijn 1. Lijn 2 is op 28 juni 2021 geopend. Het hoofdtreinstation van de stad ligt net ten zuiden van de Yangtze en ligt aan de oorspronkelijke spoorlijn Peking-Shanghai. Het station Changzhou North werd voltooid in 2011 en ligt in het noorden van Changzhou in het district Xinbei aan de hogesnelheidslijn Peking-Shanghai. Changzhou is ook een van de belangrijkste haltes op de drukke intercitylijn Shanghai-Nanjing, met twee stations in Changzhou (Changzhou station en Qishuyan station).
De Changzhou Benniu International Airport in het district Xinbei ligt op ongeveer 15 km van het stadscentrum. De stad ligt onder meer aan de G42 Shanghai-Chengdu en G4221 Shanghai-Wuhan autosnelwegen.

## Stedenbanden
- Prato
- Tilburg (Nederland)
- Lommel (België)

## Geboren in Changzhou
- Zhou Xuan (1918-1957), zangeres en actrice